# The Longest Time
"The Longest Time" is een nummer van de Amerikaanse singer-songwriter Billy Joel. Het nummer verscheen op zijn album An Innocent Man uit 1983. In maart 1984 werd het nummer uitgebracht als de vierde single van het album.

## Achtergrond
"The Longest Time" is geschreven door Joel en geproduceerd door Phil Ramone. Zoals alle andere nummers op An Innocent Man was het nummer een ode aan een artiest die belangrijk was in de jeugd van Joel; in dit geval was dit Frankie Lymon and the Teenagers. Joel zingt alle vocalen op het nummer, inclusief alle achtergrondzang, en heeft ook alle vingerknippen en handklappen opgenomen. De enige instrumenten die op het nummer te horen zijn, zijn een basgitaar en een kleine trom die wordt bespeeld door brushes. Wanneer het wordt gecoverd door zanggroepen, wordt de basgitaar normaal gesproken gezongen. Joel en Ramone hadden oorspronkelijk het idee om een zanggroep in te huren voor de achtergrondzang, maar deze werd uiteindelijk door Joel zelf ingezongen.
"The Longest Time" werd een hit in een aantal landen. Het behaalde het meeste succes in de Amerikaanse Billboard Hot 100, waar het de veertiende plaats behaalde. Ook werd het in de Verenigde Staten een nummer 1-hit in de Hot Adult Contemporary Tracks-lijst. In het Verenigd Koninkrijk kwam het tot plaats 25, terwijl ook in Australië, Canada, Ierland en Nieuw-Zeeland de hitlijsten werden gehaald. In Nederland werd de Top 40 niet bereikt en bleef het steken op de tiende plaats in de Tipparade. Wel bereikte een cover door de zanggroep Satisfy uit 1986 onder de titel "For the Longest Time" plaats 21 in de Top 40 en plaats 15 in de Nationale Hitparade; zij werden dat jaar bekend door hun optreden in de Soundmixshow.

## Hitnoteringen

### Billy Joel

#### NPO Radio 2 Top 2000
| Nummer met noteringen in de NPO Radio 2 Top 2000 | '99 | '00  | '01 | '02  | '03  | '04  | '05  | '06  | '07  | '08  | '09  | '10  | '11-'12 | '13  | '14  | '15  |
| ------------------------------------------------ | --- | ---- | --- | ---- | ---- | ---- | ---- | ---- | ---- | ---- | ---- | ---- | ------- | ---- | ---- | ---- |
| The Longest Time                                 | 944 | 1150 | 725 | 1185 | 1277 | 1513 | 1418 | 1517 | 1653 | 1442 | 1863 | 1591 | -       | 1970 | 1916 | 1959 |

1. ↑  Een '-' betekent dat het nummer niet was genoteerd en een vetgedrukt getal geeft de hoogste notering aan.
2. ↑  Deze tabel is bijgewerkt tot en met de laatste editie (2024).

### Satisfy

#### Nederlandse Top 40
| Hitnotering: 07-06-1986 t/m 12-07-1986 | Hitnotering: 07-06-1986 t/m 12-07-1986 | Hitnotering: 07-06-1986 t/m 12-07-1986 | Hitnotering: 07-06-1986 t/m 12-07-1986 | Hitnotering: 07-06-1986 t/m 12-07-1986 | Hitnotering: 07-06-1986 t/m 12-07-1986 | Hitnotering: 07-06-1986 t/m 12-07-1986 | Hitnotering: 07-06-1986 t/m 12-07-1986 |
| Week                                   | 1                                      | 2                                      | 3                                      | 4                                      | 5                                      | 6                                      |                                        |
| -------------------------------------- | -------------------------------------- | -------------------------------------- | -------------------------------------- | -------------------------------------- | -------------------------------------- | -------------------------------------- | -------------------------------------- |
| Positie                                | 36                                     | 30                                     | 21                                     | 21                                     | 23                                     | 38                                     | uit                                    |

#### Nationale Hitparade
| Hitnotering: 07-06-1986 t/m 12-07-1986 | Hitnotering: 07-06-1986 t/m 12-07-1986 | Hitnotering: 07-06-1986 t/m 12-07-1986 | Hitnotering: 07-06-1986 t/m 12-07-1986 | Hitnotering: 07-06-1986 t/m 12-07-1986 | Hitnotering: 07-06-1986 t/m 12-07-1986 | Hitnotering: 07-06-1986 t/m 12-07-1986 | Hitnotering: 07-06-1986 t/m 12-07-1986 |
| Week                                   | 1                                      | 2                                      | 3                                      | 4                                      | 5                                      | 6                                      |                                        |
| -------------------------------------- | -------------------------------------- | -------------------------------------- | -------------------------------------- | -------------------------------------- | -------------------------------------- | -------------------------------------- | -------------------------------------- |
| Positie                                | 24                                     | 18                                     | 15                                     | 18                                     | 20                                     | 37                                     | uit                                    |